# کورناواک
کورناواک (به اسپانیایی: Cuernavaca) از شهرهای کشور مکزیک است که در ایالت مورلوس قرار دارد و جمعیت آن طبق سرشماری سال ۲۰۱۰ میلادی ۳۳۸٬۶۵۰ نفر بوده‌است.